# Elasmopus bollonsi
Elasmopus bollonsi is een vlokreeftensoort uit de familie van de Maeridae. De wetenschappelijke naam van de soort is voor het eerst geldig gepubliceerd in 1915 door Charles Chilton.